# Agrioglypta jaculalis
Agrioglypta jaculalis là một loài bướm đêm trong họ Crambidae.